# 天使島
天使島位于美国加利福尼亚州舊金山灣，它提供了觀賞舊金山和馬林縣天際的絕佳地理位置。整個島嶼為天使島州立公園所包含。該公園為加州州立公園所管轄。該島曾被用作許多用途，包括軍事要塞及移民中心。在東北角的移民中心是加州的歷史地標，它完成了约一百萬， 80多个国家移民的甄选操作。其中， 约17.5万人来自中国。

## 地理
最高點幾乎在島上的中心，高度788英尺（240）。。根據美國人口普查局2000年的公佈的人口普查:土地面積3.107平方英里（8.05平方），人口57人。

## 移民
1906年，旧金山发生大火，大量移民档案被毁。许多外籍人士声称自己是出生的美国公民，而召集海外子女来美。为甄选来美的大量移民，從1910年到1940年，开始设立天使島移民站（Angel Island Immigration Station）。由於1882年的排华法案，华人入籍美国受限，因此产生了大量的假公民子女欺诈案件，华人成为主要的甄选对象。許多移民被拘禁在島上，审查和询问从几天到两年以上不等。在移民站，约有30%的華人移民被直接遣返回中國。1940年，天使島移民站发生大火而弃用。1943年，排华法案被正式取消。

## 火災
1940年，天使島移民站在一場大火中幾乎付之一炬。
2008年10月12日晩上，天使岛發生大面積的山火，山火燃燒一日一夜，島上740畝中，約一半被波及。

## 100周年紀念
2010年是天使島移民拘留所使用100周年，由天使島基金會舉辦紀念活動，美國國家檔案署代表、加州眾議員、馬琳縣議員、中華總會館等嘉賓，與曾被拘留在移民居拘留所移民先人的子女，以及舊金山灣區各地居民800多人出席。

## 圖片集

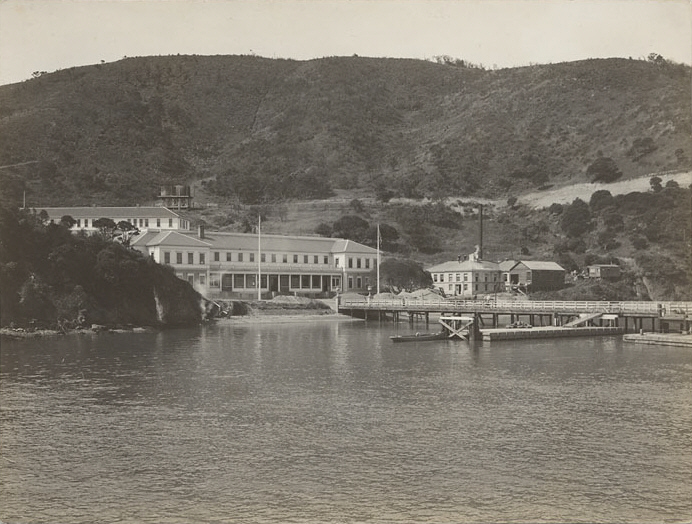
移民管理局，ca.1890
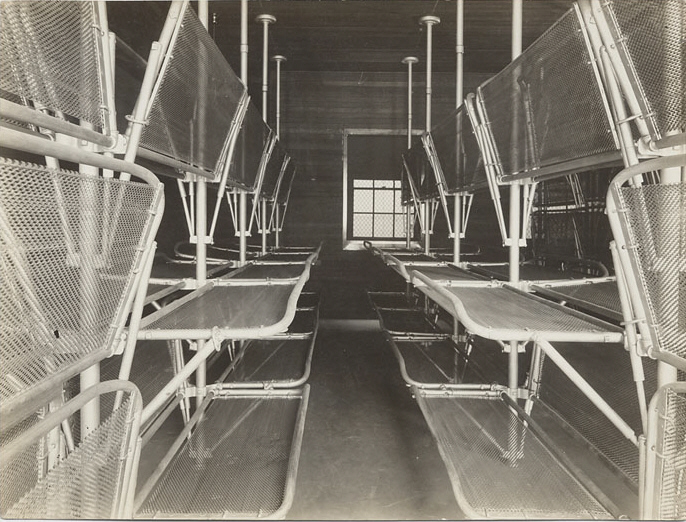
移民管理局，ca.1890
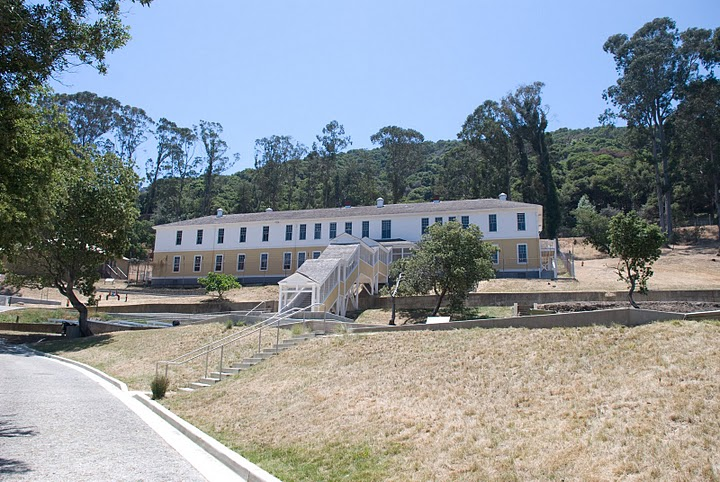
移民管理局 (國家歷史地標)
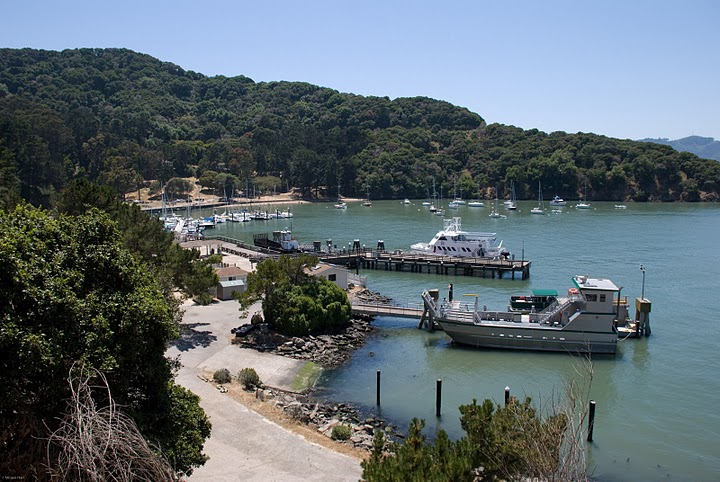
港口

## 資料來源
1. ↑  Wood, Jim. . marinmagazine.com. August 27, 2008  [April 24, 2021]. （原始内容存档于2021-04-27）.
2. ↑  . American FactFinder. United States Census Bureau. 2000.
3. ↑  . 星島日報 網站. 2008-10-14  [2012-08-11]. （原始内容存档于2020-09-15）.
4. ↑  . 中國評論通訊社 網站. 2010-08-13  [2012-08-11]. （原始内容存档于2020-09-15）.
5. ↑  . 新唐人新聞周刊. 2010-08-08  [2012-08-11].[永久]